# Hauteroche (Côte-d’Or)
Hauteroche ist eine französische Gemeinde mit 77 Einwohnern (Stand: 1. Januar 2022) im Département Côte-d’Or in der Region Bourgogne-Franche-Comté. Sie gehört zum Arrondissement Montbard und zum gleichnamigen Kanton Montbard.
Nachbargemeinden sind Flavigny-sur-Ozerain im Nordwesten, Gissey-sous-Flavigny im Nordosten, Thenissey im Osten, Boux-sous-Salmaise im Südosten, Jailly-les-Moulins im Süden und La Roche-Vanneau im Südwesten.

## Bevölkerungsentwicklung
| Jahr                       | 1962 | 1968 | 1975 | 1982 | 1990 | 1999 | 2008 | 2015 |
| -------------------------- | ---- | ---- | ---- | ---- | ---- | ---- | ---- | ---- |
| Einwohner                  | 118  | 95   | 72   | 74   | 86   | 83   | 76   | 76   |
| Quellen: Cassini und INSEE |      |      |      |      |      |      |      |      |

## Sehenswürdigkeiten
- Schloss Hauteroche